# Bieniewo-Wieś
Bieniewo-Wieś [bjɛˈɲɛvɔ ˈvjɛɕ] est un village polonais de la gmina de Błonie situé dans le powiat de Varsovie-ouest et dans la voïvodie de Mazovie, dans le centre-est de la Pologne.